# Veronica Koman
Veronica Koman (ur. 14 czerwca 1988 w Medan) – indonezyjska prawniczka, działaczka na rzecz praw człowieka w indonezyjskiej części Nowej Gwinei. W 2019 roku została laureatką nagrody Sir Ronald Wilson Human Rights Award.

## Życiorys
Jest absolwentką Universitas Pelita Harapan, gdzie w latach 2006–2011 studiowała prawo międzynarodowe. W 2009 roku została przewodniczącą Międzynarodowego Towarzystwa Studentów Prawa (International Law Student Society). W 2017 roku kontynuowała edukację na Australijskim Uniwersytecie Narodowym (Master of Laws) dzięki stypendium indonezyjskiego LPDP (Lembaga Pengelola Dana Pendidikan).
W 2014 roku dołączyła do Instytutu Pomocy Prawnej (Lembaga Bantuan Hukum, LBH) w Dżakarcie i zaangażowała się w sprawy grup mniejszościowych. Wzięła udział w próbie obalenia islamskiego kodeksu karnego w prowincji Aceh, który oceniła jako sprzeczny z konstytucją, oraz wyraziła sprzeciw wobec stosowania testów dziewictwa jako warunku pracy kobiet w policji. Po tragedii w Paniai zaczęła działać na rzecz praw człowieka w Papui. Po zamieszkach w 2019 roku została uznana za podejrzaną i oskarżona o podżeganie.